# 巴美列捷福
巴美列捷福投資股份有限公司，簡稱巴美列捷福，是一所由43位合伙人共同创办的投资管理公司，它在1908年成立於愛丁堡，且直至今日爱丁堡仍为其总部所在地。截至2021年9月30日止，巴美列捷福的總資產達至4668億美元。

## 歷史
1907年，上校奧古斯都．巴美列和卡萊爾．捷福创办了这家合伙企业。起初，巴美列捷福只是一家法律事务所，后因金融环境的变化，它在1908年将运作重心转至投资。1909年，巴美列捷福成立了當時名為「海峽按揭信託股份有限公司」（Straits Mortgage and Trust Company Limited）的有限公司，借钱给馬來西亞的橡胶种植园主。
1913年，该公司更名為「蘇格蘭按揭信託股份有限公司」（The Scottish Mortgage and Trust Limited），隨後設立了更多的信託基金類產品。該公司客户和員工在第一次世界大戰中相对来说毫发无损，而“咆哮的二十年代”给了它更多扩张投资的机会。直至1927年，它成立了巴美列捷福投资股份有限公司，完成了从一家侧重于投资的律师事务所到投资信托合伙企业的转变，且稳步发展直至第二次世界大戰。
1939年，創辦人奧古斯都．巴美列去世，與此同時，卡萊爾．捷福便擅作主張投資英國政府給予紐約市。事實上戰後生還和投資惡性循環，其後在強大員工情況之下，捷福在1965年，便在當時84歲退休。而該公司由1970年代由當時英國經濟疲弱，回後處於增長時期。
90年代，現時科技資訊發達，基金經理已成為最佳「黃金時機」。到了2008年，總部於愛丁堡，辦事處則位於紐約和倫敦，管理基金達至500億英鎊，而管理人5至7大退休金，在美國扮演了重要角色。
2018年，Baillie Gifford设立巴美列捷福美国增长信托基金（Baillie Gifford US Growth Trust），在2020年获得Witan Pacific Investment Trust plc的管理权后，后者宣布更名为巴美列捷福中国增长信托基金（Baillie Gifford China Growth Trust）。